# ジョセフ・R・シーツ
ジョセフ・ロバート・シーツ（Josef Robert Sheetz、1895年11月20日 - 1992年1月28日）は、第二次世界大戦及び アメリカによる沖縄統治時代に活躍したアメリカ合衆国の陸軍軍人。特に1949年から1950年にかけて琉球列島米国軍政府の軍政長官在任中の施政はシーツ善政と称され、在任中に沖縄の戦後復興を進展させた。

## 経歴
シーツは1939年から1941年までアメリカ陸軍指揮幕僚大学で教鞭を取り、太平洋戦争が勃発した1941年、陸軍省副参謀長に転任した。1944年には陸軍准将・第二十四軍団砲兵指揮官となり、1945年には沖縄戦の戦場に赴き、この部隊を指揮した。
終戦後は韓国に転任したが、1949年10月、ウィリアム・イーグルスの後任として琉球軍司令官・琉球列島米国軍政府の軍政長官として沖縄に戻った。シーツは終戦後4年を経てなお経済・治安の混乱が続き、米軍の軍規も乱れていた沖縄において、経済復興、政治体制の確立、治安改善などの復興策に組織的に取り組んだ占領後初の軍政長官となった。具体的には那覇市街地の首都としての再建、琉球・奄美・宮古・群島民政府の設立とその知事・議員の公選、米軍部隊の再編成と待遇改善・綱紀粛正などを行い、その施政は当時の沖縄住民によって「シーツ善政」と称えられた。
こうした占領政策の転換は、中華人民共和国の成立、朝鮮戦争勃発直前の緊迫した国際情勢を反映し、アメリカにとって沖縄の軍事基地としての戦略的重要性が高まり、単なる軍事占領から恒久的な統治へと方針が変わってきたために行われたものであるが、地元の小中学生と積極的に交流するなどしたシーツ自身の資質も、「善政」という評価をもたらす一因となっている。
しかし翌1950年末、シーツは病を得て退役することとなり、「善政」は一年余りで幕を閉じた。その後は朝鮮戦争の膠着化や東西冷戦の深刻化などを背景に、沖縄を除く本土のみを独立させるサンフランシスコ講和条約の調印、主席任命制が復活する琉球政府への再改組、アメリカ軍による強制的な土地収用など、島民の希望を裏切る出来事が続き、沖縄における反米感情は再び高まる運命にあった。